# 시청자와 함께 찾아가는 음악회
《시청자와 함께 찾아가는 음악회》는 KBS 1TV에서 매주 첫째주 토요일에 방송된 음악 프로그램이다.

## 기획 의도
잊지 못할 KBS 드라마를 선별, 그 드라마를 더욱 빛냈던 주옥 같은 드라마 OST와 드라마에 삽입된 아름다운 클래식 음악을 주요 프로그램으로 구성한 특별 음악 프로그램이다.

## 방송 회차

### 2011년
| 회차 | 방송일   | 부제                                | 비고           |
| ---- | -------- | ----------------------------------- | -------------- |
| 1    | 1월 29일 | 전라남도 함평군 산내리              |                |
| 2    | 2월 12일 | 낭만의 섬 경상남도 거제시           |                |
| 3    | 3월 5일  | 전라남도 진도군                     |                |
| 4    | 4월 2일  | 다문화 가정 특집                    |                |
| 5    | 5월 7일  | 경기도 남양주시 드림키즈 오케스트라 |                |
| 6    | 6월 11일 | 충청남도 예산군                     |                |
| 7    | 7월 16일 | 전라북도 부안군 변산 솔섬           |                |
| 8    | 9월 3일  | 드라마 속으로                       | 방송의 날 특집 |
| 9    | 10월 1일 | 경기도 안양시 수도군단사령부        |                |
| 10   | 11월 5일 | 충청남도 홍성군 오서산              |                |
| 11   | 12월 3일 | 충청북도 청주시 청주여자교도소      |                |

### 2012년
| 회차 | 방송일   | 부제                  | 비고                       |
| ---- | -------- | --------------------- | -------------------------- |
| 12   | 3월 3일  | 부산광역시 달맞이언덕 | KBS 부산방송총국 제작/방송 |
| 13   | 5월 12일 | 전라북도 정읍시       |                            |
| 14   | 6월 16일 | 경기도 가평군 청평면  |                            |
| 15   | 7월 7일  | 경상남도 진주시       |                            |
| 16   | 8월 18일 | 강원도 평창군         |                            |
| 17   | 10월 6일 | 전라북도 고창군       |                            |